# Czarnogłów (gmina)
Czarnogłów – dawna gmina wiejska istniejąca do 1939 roku w woj. lubelskim/warszawskim. Siedzibą władz gminy był Czarnogłów, a następnie Wiśniew.
Gmina Czarnogłów jest wymieniona jako jedna z 16 gmin wiejskich powiatu węgrowskiego guberni siedleckiej. Gmina należała do sądu gminnego okręgu V w Grębkowie. W skład gminy wchodziły: Czarnogłów, Czarnogłówska Wólka, Duchnów, Garczyn, Kamienna, Pokrzywnik, Turek, Wiśniew i Zimnowoda. Miała 5279 mórg obszaru i liczyła 1556 mieszkańców.
W 1919 roku gmina weszła w skład woj. lubelskiego. W 1921 roku liczyła 2088 mieszkańców i składała się z miejscowości: Baltazarów (55 mieszkańców), Czarnogłów kolonia (58), Czarnogłów wieś (190), Duchnów (117), Garczyn Duży (92), Garczyn Mały (62), Kamionka (229), Pokrzywnik (100), Turek (208), Wiśniew (617), Wiśniew-Świdrów (54), Wólka Czarnogłówska kolonia i wieś (75) i Zimnowoda (231).
1 kwietnia 1927 roku gminę przyłączono do powiatu mińsko-mazowieckiego w woj. warszawskim.
1 kwietnia 1930 roku dokonano zmiany granicy gmin Czarnogłów i Rudzienko; do gminy Czarnogłów przyłączono wsie Strzebula, Żebrówka i Nart a do gminy Rudzienko wieś Duchów. Tym samym wyrównała się zachodnia, dotychczas bardzo kręta, granica gminy Czarnogłów.
Od 1933 roku rada gminy ustanowiona została jako organ stanowiący i kontrolujący, natomiast zarząd gminy został organem zarządzającym i wykonawczym. W 1939 roku gmina składała się z 12 gromad: Czarnogłów, Garczyn Duży, Garczyn Mały, Kamionka, Nart, Pokrzywnik, Strzebula, Turek, Wiśniew, Wólka Czarnogłowska, Żebrówka i Zimnowoda.
Gmina została zniesiona 1 kwietnia 1939 roku, a gromady wchodzące w jej skład włączono do gmin:
- Chrościce (gromady: Garczyn Duży, Garczyn Mały, Nart, Pokrzywnik, Strzebula, Turek, Zimnowoda i Żebrówka);
- Jakubów (gromada Wiśniew, siedziba gminy)
- Rudzienko (gromady: Czarnogłów, Kamionka i Wólka Czarnogłowska)[10].